# Ardices curvata
Ardices curvata là một loài bướm đêm thuộc phân họ Arctiinae, họ Erebidae.
Ấu trùng ăn Taraxacum officinale, Phaseolus vulgaris, Pelargonium zonale và Tropaeolum majus.